# Expo 1962
L'Expo 1962 (ufficialmente (EN)  Century 21 Exposition - Seattle World's Fair, Esposizione del XXI secolo - Fiera Internazionale di Seattle) si tenne a Seattle tra il 21 aprile e il 21 ottobre con il tema L'Uomo nell'era dello Spazio.
L'esposizione venne organizzata anche come reazione americana al successo della missione sovietica dello Sputnik. All'indomani dell'invio del primo satellite nello spazio da parte dell'Unione Sovietica nel 1957, gli scienziati della National Science Foundation e il Dipartimento della Difesa americano discussero delle contromisure da adottare contro la perdita di prestigio degli Stati Uniti e l'organizzazione di un'esposizione universale fu ritenuta un'idea molto valida. Era inoltre in programma l'organizzazione di un evento per il cinquantenario dell'esposizione Alaska-Yukon-Pacifica del 1909 e quindi le due necessità vennero unite e si diede vita ad Expo 1962. Il progetto venne approvato dal Congresso americano nel luglio 1959.
Al fine di ottenere l'approvazione del BIE la durata dell'evento, inizialmente pianificata sia per il 1961 che per il 1962, venne limitata a sei mesi.

## Tema
Il tema dell'esposizione fu L'Uomo nell'era dello spazio. I viaggi spaziali erano un tema molto sentito negli anni sessanta e furono il centro delle due esposizioni tenutesi in quegli anni negli Stati Uniti (l'altra era l'Esposizione Universale di New York del 1964). Il concept dell'esposizione di Seattle girava attorno ai contributi della scienza e della ricerca alla American Way of Life, ovvero al modello di vita americano, mirato anche alla minimizzazione dei risultati che il programma spaziale sovietico stava raggiungendo in quegli anni.

## Sito
Per Expo 1962 vennero comprate e unite numerose aree a cavallo tra il centro della città e il porto, comprendendo anche la vecchia Opera House, uno stadio in abbandono, un'armeria e il vecchio arsenale cittadino. L'attenzione con cui venne organizzata l'esposizione e la lungimiranza per il post-Expo permisero di lasciare alla città, a fine evento, un nuovo quartiere ricco di nuovi edifici per la cultura e lo sport.
Il sito espositivo venne suddiviso in cinque zone tematiche:
- World of Science

La zona includeva il padiglione degli USA e il padiglione della NASA, ed era focalizzata sull'esposizione dei progressi scientifici americani, includendo i risultati in ambito satellitare e delle capsule spaziali.
- World of Tomorrow
- World of Art
- World of Commerce and Industry
- World of Entertainment

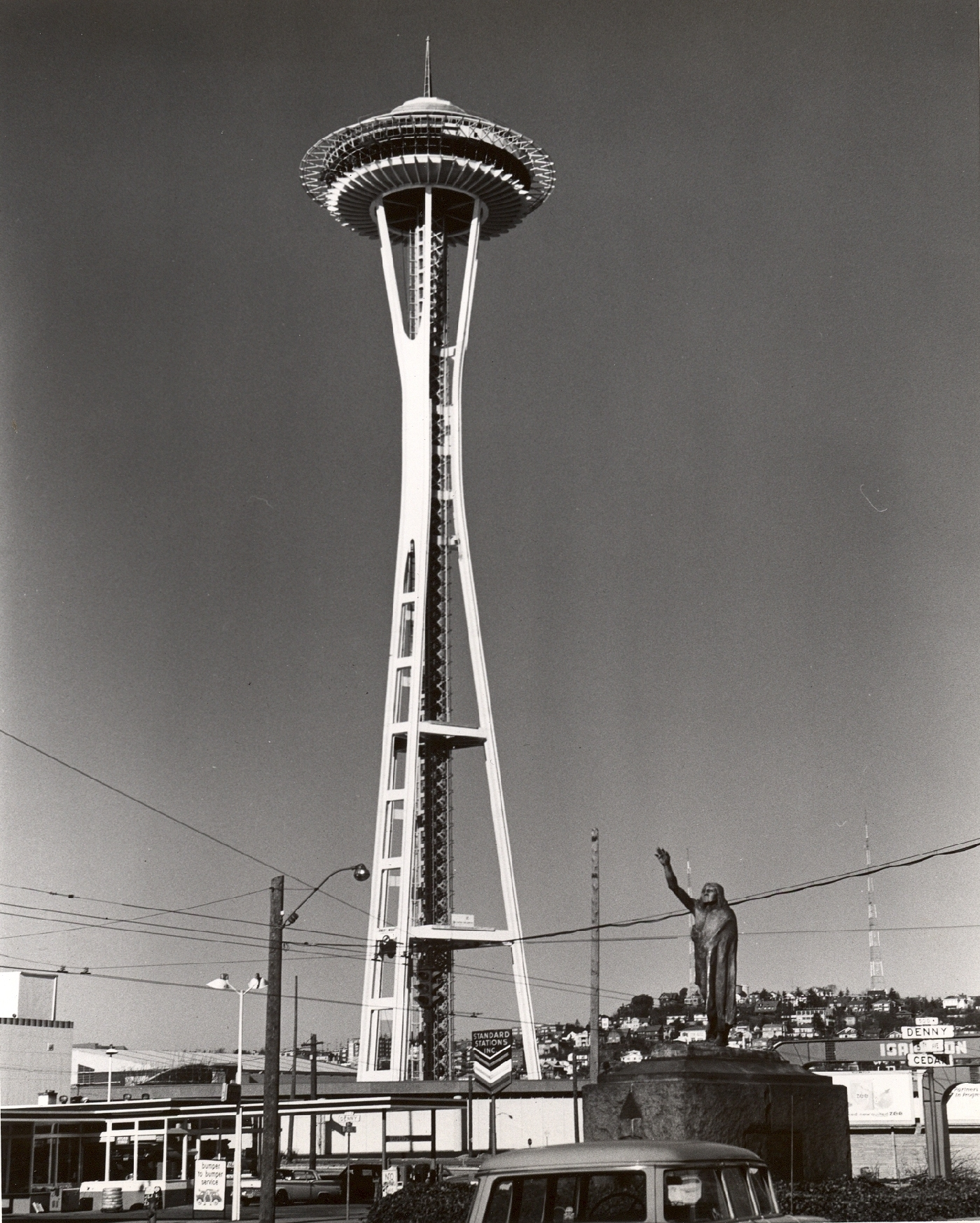
Lo Space Needle in via di ultimazione del 1961

L'elemento caratterizzante dell'area era lo Space Needle, una torre alta 184 metri che permetteva una vista sulla città e che simboleggiava la fiducia nelle conquiste della scienza. Alla sua sommità era posto un ristorante girevole a 360°, ancora oggi attivo.

## Partecipanti
L'esposizione del 1962 vide la partecipazione di 49 Paesi. A causa della contemporaneità dell'esposizione di New York, non approvata dal BIE, la maggior parte dei Paesi europei partecipò alla Expo di Seattle mentre gli asiatici parteciparono a quella di New York. Molte nazioni africane si presentarono assieme in padiglioni congiunti.

### Padiglioni nazionali
- Stati Uniti

Come padiglione del Paese organizzatore, il padiglione degli USA occupava il centro dell'esposizione; era formato da cinque edifici simili a scatole bianche e il tema era Great practical value of science for peace efforts (Grandi valori pratici della scienza per i fini della Pace). Le facciate degli edifici furono disegnate dall'architetto Minoru Yamasaki, decorate in stile neogotico e caratterizzate da motivi floreali; gli edifici erano posti attorno a un bacino d'acqua dotato di una fontana. Attorno alla fontana erano disposti cinque archi, chiamati Gli archi della scienza, che terminavano con decorazioni neo gotiche.
All'interno del padiglione si potevano osservare un modello gigantesco del DNA, un giroscopio ed un modello gigante di una cellula. Una delle attrazioni più popolari della Expo fu il Boeing Spacarium, che mostrava un viaggio nello spazio piuttosto realistico sullo schermo che all'epoca era il più ampio del mondo (e che può essere considerato il precursore dell'IMAX).